# Hrvoje Vuković
Hrvoje Vuković (ur. 25 lipca 1979 w Splicie) – były chorwacki piłkarz występujący na pozycji obrońcy.

## Kariera
Vuković jest wychowankiem Hajduka Split, w którym treningi rozpoczął w wieku 9 lat. Do pierwszej drużyny Hajduka został przesunięty w 1998 roku. W 2000 roku zdobył z klubem Puchar Chorwacji, a w 2001 roku wywalczył z nim mistrzostwo Chorwacji. W 2003 roku wygrał z zespołem rozgrywki Pucharu Chorwacji. Rok później zdobył z nim mistrzostwo Chorwacji i Superpuchar Chorwacji. W barwach Hajduka rozegrał w sumie 79 spotkań i strzelił 3 gole.
W 2004 roku Vuković odszedł do niemieckiego Wackera Burghausen, występującego w 2. Bundeslidze. W barwach Wackera Vuković zadebiutował 7 sierpnia 2004 roku w zremisowanym 1:1 ligowym meczu z Karlsruher SC. 5 grudnia 2004 roku w przegranym 1:3 pojedynku z Alemannią Akwizgran strzelił pierwszego gola w 2. Bundeslidze. W 2007 roku po spadku Wackera do Regionalligi Süd. Wówczas odszedł z klubu.
Latem 2007 roku Vuković został zawodnikiem Alemannii Akwizgran z 2. Bundesligi. Pierwszy ligowy mecz zaliczył tam 10 sierpnia 2007 roku przeciwko FC Carl Zeiss Jena (2:2). W ciągu 2 lat w barwach Alemannii rozegrał 17 ligowych spotkań i zdobył 2 bramki. W 2009 roku zakończył karierę.